# Perbakti
El Perbakti (en indonesi: Gunung Perbakti) és un estratovolcà profundament erosionat que es troba a l'est del Salak, a la província de Java Occidental, Indonèsia. El cim s'eleva fins als 1.699 msnm. Dues depressions de 2 km d'amplada als costats nord i sud de Perbakti formen la capçalera dels rius Kaluwung Herang i Pamatutan respectivament. El volcà presenta una intensa activitat geotèrmica, amb fumaroles, olles de fang i aigües termals als flancs S i SE.i